# Světočára
Světočára je množina všech bodů v prostoročasovém diagramu nazývaných události, která zobrazuje historii umístění událostí v prostoru a v jakémkoliv časovém okamžiku. Tento pojem zavedl do speciální teorie relativity matematik Hermann Minkowski.

## Světočára v speciální teorii relativity

Světelný kužel v 2D prostoru se svislou časovou osou

STR používá rovinný 4rozměrný Minkowského prostor. Tento prostor je však velmi podobný 3rozměrnému eukleidovskému prostoru. Časové jednotky v prostoročasovém diagramu jsou často zvoleny tak, že rychlost světla je reprezentována přímkami v úhlu 45 stupňů, které tvoří kužel se svislou časovou osou. Obecně platí, že křivky v časoprostoru mohou být tyto:
- Světočáry světelného typu (někdy také izotropní, nebo nulové) jsou křivky, které mají v každém bodě rychlost pohybu rovnou rychlosti světla ve vakuu. Tvoří v časoprostoru kužel, který časoprostor dělí na dvě části.

- Světočáry časového typu jsou křivky, které mají v každém bodě rychlost pohybu menší než rychlost světla ve vakuu. Tyto křivky musí být uvnitř kužele definovaném světelnými křivkami.

- Světočáry prostorového typu jsou křivky, které nespadají do světelného kužele. Tyto křivky mohou popisovat, například rozměry objektu.